# 第十二届全国性文化节
第十二届全国性文化节于2014年11月7日到9日在中国大陆广东省广州市琶洲南丰国际会展中心举行，同期举行的还有“第十六届全国计生、性与生殖健康用品展销订货会”，本次将举办22项相关活动。与以往注重性文化“重口味”不同，本次的特点是“科学性、普及性、惠民性、实用性”。

## 内容
由于中华民族受到儒家文化的根深蒂固的影响，性文化一般比较隐晦，不摆到桌面上谈论，也间接造成了青少年的青春期性焦虑、性压抑、性扭曲等疾病，性文化节的举办在于弥补学校性教育的缺失和传播正确、健康的性文化，指导14岁以上青少年的注意性行为的避孕措施，防止青少年和成年人艾滋病、梅毒、淋病等疾病传播。
进入会展参观的观众可以免费体检。
面对逐年递增的青少年意外妊娠率和人工流产率，举办方将走进广州市的大学城开展性教育。

## 主题
- “性福长久，家庭和谐”[1]

## 门票
50元人民币一张。